# Библиография на Айзък Мериън
Това е списък с произведенията на английски и български език на американския писател на бестселъри в жанра фентъзи, хорър и любовен роман Айзък Мериън.

## Серии

### Топли тела (Warm Bodies)
1. Warm Bodies (2010) – роман
Топли тела, изд. „Студио Арт Лайн“ (2011), прев. Майре Буюклиева, ISBN 978-954-2908-08-1
2. The Burning World (2017) – роман
3. The Living (2018) – роман

#### Допълнителни издания, в света на „Топли тела“
- I Am a Zombie Filled With Love (2005) – разказ (електронна книга)[1]
- Boarded Window (2011) – разказ, в сп. „City Arts Magazine“ (28/11/2011)
- The New Hunger (2013) – предистория на серията
- Warm Bodies/ The New Hunger (2016) – компилация
- Exed World Almanac (2017) – бонус книжка от 15 стр. (ел. книга) при поръчка на „The Burning World“ на сайта на писателя
- M's Journal (2018) – разказ с автограф, в „The Living“

## Самостоятелни художествени произведения

### Самостоятелни произведения
- The Inside (2008) – роман
- Anna (2008) – графична новела в 50 екземпляра

### Разкази
- Future Me (2007)*
- Free Fall (2007)*
- A Contractor (2008)*
- Beat Yourself Up Over It (2008)*
- Loud Neighbors (2008)**
- The Onion Clock (2008)**
- Young and Beautiful (2008)**
- A Small Wedding (2008) – онлайн микроразказ
- Awww... (2008) – онлайн микроразказ
- Dotted Lines (2008) – онлайн микроразказ
- Forbidden Love (2008) – онлайн микроразказ
- Four Families (2008) – онлайн микроразказ
- In the Core (2008) – онлайн микроразказ
- Street Puke (2008) – онлайн микроразказ
- Summer Lightning (2008) – онлайн микроразказ
- Wind House (2008) – онлайн микроразказ
- A Map of The Piano (2009)**
- Life Expectancy (2009)*
- Paper Airplaine (2009)*
- Room Enough In This Town или That's Not Me (2009)*
- She and I Walking (2009)**
- Slow Day (2009)*
- SOMNIA (2009)*
- The Angriest Stoplight (2009)**
- The Hole in the Lake (2009)**
- This Tyrannosaur loves you! (2009)**
- Ted Flaps His Arms (2009)*
- The Basement (2010)*
- The Hungry Man (2010)**
- What it was like for Jerry, being immortal (2010)**
- Pixel (2011)*
- The Hungry Mouth (2011) – сборник с разкази, самиздат
- The First Time Kelly Killed Herself (2011)*
- The Town Where It Happened (2011)*
- The Girl on the Table (2017), в антология „Nights of the Living Dead“
- Ascending Notes (2018), в „F(r)iction Series“ (бр. 10/ пролет 2018)

* на сайта www.burningbuilding.com Архив на оригинала от 2013-08-28 в Wayback Machine. (недостъпен към 5 декември 2020 г.)
** на сайта www.burningbuilding.com Архив на оригинала от 2013-08-28 в Wayback Machine. и в антологията „The Hungry Mouth“ (2011)